# Supercopa da França de 2021
A Supercopa da França de 2021 ou Trophée des Champions 2021 foi a 26ª edição do torneio, disputada em partida única entre o campeão da Ligue 1 de 2020–21 (Lille) e o campeão da Copa da França de 2020–21 (Paris Saint-Germain). O jogo foi disputado no Bloomfield Stadium em Tel Aviv, Israel.

## Participantes
| Equipe              | Classificação                                   |
| ------------------- | ----------------------------------------------- |
| Lille               | Campeão da Ligue 1 de 2020–21                   |
| Paris Saint-Germain | Campeão da Copa da França de Futebol de 2020–21 |

## Partida
| 1 de agosto 2021 | Lille      | 1 – 0 | Paris Saint-Germain | Stade Félix-Bollaert, Lens  |
| 21:00            | - Xeka 45' |       |                     | Árbitro: FRA Benoît Bastien |

| Lille | Paris Saint-Germain |

## Campeão
| Supercopa da França de 2021 |
| --------------------------- |
| Lille 1° titulo             |